# Fronte Nazionale Progressista
Il Fronte Nazionale Progressista (FNP, in arabo الجبهة الوطنية التقدمية‎?, al-Jabha al-Waṭaniyyah at-Taqaddumiyyah) è stata un'alleanza politica di partiti in Siria che sosteneva l'orientamento ideologico del governo ba'athista e accettava il "ruolo guida" nella società del Partito Ba'ath siriano, il più grande partito nel FNP.

## Storia
Il Fronte è stato istituito il 7 marzo 1973 dal presidente siriano Hafez al-Assad per frenare la scalata al potere di partiti politici diversi dal partito Ba'ath. La costituzione prevede che il partito Ba'ath controlli il 50% più uno dei voti nel suo comitato esecutivo. Un certo numero di seggi nel Consiglio popolare della Siria è riservato ai membri dei partiti FNP diversi dal partito Ba'ath. Questi partiti minori sono obbligati per legge ad accettare la guida del partito Ba'th. I partiti non baathisti nel Fronte progressista, per esempio, non sono autorizzati a fare propaganda nell'esercito o nel corpo studentesco, che sono "riservati esclusivamente al Baath".
Dal 1972 al 2011, solo le parti che partecipavano al FNP erano state legalmente autorizzate a operare in Siria. Il decreto legislativo del 2011, il decreto legislativo sulle elezioni generali del 2011 e la nuova costituzione siriana del 2012 hanno introdotto il sistema multipartitico in Siria.
Dopo essere stato precedentemente parte del FNP, il Partito Socialista Siriano si unì all'opposizione, Fronte Popolare per il Cambiamento e la Liberazione, per le elezioni del maggio 2012 in parlamento. Tuttavia, il SSNP ha sostenuto la rielezione di Bashar al-Assad nelle elezioni presidenziali del giugno 2014.
L'alleanza viene dissolta ufficialmente l'11 dicembre 2024, tre giorni dopo alla caduta del regime ba'athista durante la guerra civile siriana.

## Partiti della coalizione
L'FNP era composto da dieci partiti politici:
- Partito Ba'th
- Partito Nazionalista Sociale Siriano
- Movimento Socialista Arabo
- Unione Socialista Araba
- Partito Comunista Siriano (Bakdash)
- Partito Comunista Siriano (Unificato)
- Sindacati socialdemocratici
- Sindacati socialisti
- Democratic Socialist Unionist Party
- Arabic Democratic Unionist Party
- National Vow Movement